# ستوكتون (ويسكونسن)
ستوكتون (بالإنجليزية: Stockton, Wisconsin)‏ هي بلدة تقع بولاية ويسكونسن في الولايات المتحدة. تبلغ مساحتها 149.8 (كم²)، وترتفع عن سطح البحر 350 م، بلغ عدد سكانها 2896 نسمة في عام 2000 حسب إحصاء مكتب تعداد الولايات المتحدة وتصل الكثافة السكانية فيها 19.4 نسمة/كم2.

## وصلات خارجية
- http://www.townofstockton.com
- The US50 - Cities and Towns in Wisconsin State
- Wisconsin Cities and Towns, Facts, Map, Flag, Colleges, Government, and More